# Greene megye (Missouri)
Greene megye az Amerikai Egyesült Államokban, azon belül Missouri államban található. Megyeszékhelye és legnagyobb városa Springfield. Lakosainak száma 298 915 fő (2020. április 1.). Greene megye Polk, Christian, Webster, Dallas, Dade és Lawrence megyékkel határos.

## Népesség
A megye népességének változása:
| Lakosok száma | 275 369 | 277 298 | 280 604 | 283 870 | 288 072 | 298 915 |
|               | 2010    | 2011    | 2012    | 2013    | 2015    | 2020    |